# Baky
Baky – rzeka w azjatyckiej części Rosji (Jakucja) w dorzeczu Indygirki; długość 170 km.
Płynie w górach Połousny Kriaż; u ich podnóży łączy się z rzeką Irgiczan tworząc Ujandinę.